# Mots-simples en espéranto
Les mots-simples ou mots du tableau (« tabelvortoj » en espéranto) sont des mots couramment utilisés dans les phrases en espéranto. Ils sont de classes grammaticales différentes : adjectifs, pronoms et adverbes.

## Dénomination
Les mots-simples sont connus sous le nom de mots du tableau, ou tabelvortoj en espéranto, parce qu’ils sont souvent présentés sous la forme d’un tableau. Les mots-simples sont aussi communément appelés corrélatifs, toutefois, il s’agit d’une appellation trompeuse, car seulement certains d’entre eux sont effectivement des corrélatifs.

## Tableau
|                                    |     | indéfini (quelque)                                                 | interrogatif/relatif (que, quoi)                      | démonstratif (ce, ça)                              | collectif (tout, chaque)                              | négatif (aucun)                                             |
| i–                                 | ki– | ti–                                                                | ĉi–                                                   | neni–                                              |                                                       |                                                             |
| individu ou désignation (personne) | –u  | iu (-jn) une personne quelconque (quelqu'un, un certain)           | kiu (-jn) quelle personne ? (qui, lequel, quel?)      | tiu (-jn) cette personne (celui-ci, celui-là, cet) | ĉiu (-jn) toute personne (tous, chacun, chaque)       | neniu (-jn) aucune personne (personne, aucun)               |
| qualité (de — sorte)               | –a  | ia (-jn) d'une quelconque sorte (une sorte de)                     | kia (-jn) de quelle sorte ? (de quelle sorte de?)     | tia (-jn) de cette sorte (tel, cette sorte de)     | ĉia (-jn) de toute sorte (toute sorte de)             | nenia (-jn) d'aucune sorte (aucune sorte de)                |
| chose ou situation                 | –o  | io (-n) une chose quelconque (quelque chose)                       | kio (-n) quelle chose? (que, quoi?)                   | tio (-n) cette chose (cela, ça, ce)                | ĉio (-n) toute chose (tout)                           | nenio (-n) aucune chose (rien)                              |
| emplacement (lieu)                 | –e  | ie (-n) un lieu quelconque (quelque part)                          | kie (-n) quel lieu? (où?)                             | tie (-n) ce lieu (là)                              | ĉie (-n) tout lieu (partout)                          | nenie (-n) aucun lieu (nulle part)                          |
| appartenance ou possession         | –es | ies d'une appartenance quelconque (de quelqu'un, de quelque chose) | kies de quelle appartenance ? (de qui, de quoi, dont) | ties de celui-là (son sa ses)                      | ĉies de toute appartenance (de tous)                  | nenies d'aucune appartenance (de nul, de rien, de personne) |
| manière (d'une manière)            | –el | iel d'une manière quelconque (n'importe comment)                   | kiel de quelle manière? (comment?)                    | tiel de cette manière (ainsi, comme cela)          | ĉiel de toute manière (dans tous les cas)             | neniel d'aucune manière (nullement)                         |
| cause (pour — raison)              | –al | ial pour une raison quelconque (sur de nombreuses raisons)         | kial pour quelle raison? (pourquoi?)                  | tial pour cette raison (donc)                      | ĉial pour toute raison (pour toutes sortes de raison) | nenial pour aucune raison                                   |
| temps (moment)                     | –am | iam un moment quelconque (un jour, une fois quelconque)            | kiam à quel moment? (quand?)                          | tiam à ce moment (alors)                           | ĉiam à tout moment (toujours)                         | neniam à aucun moment (jamais)                              |
| quantité                           | –om | iom une certaine quantité (un peu)                                 | kiom quelle quantité? (combien?)                      | tiom cette quantité (tant, autant)                 | ĉiom toute la quantité (tout)                         | neniom aucune quantité (rien du tout)                       |

## Historique

### Mots-simples dans laLingvo universala
Dans la Lingvo universala, créée par Zamenhof en 1881-1882, les mots-simples existent déjà, sans toutefois être aussi complet qu’ils ne le sont aujourd’hui et sous une forme différente. Les mots-simples alors attestés sont présentés dans le tableau ci-dessous. Aucune forme possessive (finissant par -es) n’est attestée. Les formes interrogatives/relatives admettent des formes abrégées, également présentées dans le tableau.
|          |                      | indéfini (quelque) | interrogatif/relatif (que, quoi) | démonstratif (ce, ça) | collectif (tout, chaque) | négatif (aucun) |
| k–       | kv– (et abréviation) | f–                 | ć–                               | fi–                   |                          |                 |
| individu | –u                   | -                  | kvu ou ku                        | fu                    | ćiu                      | fiu             |
| qualité  | –a                   | -                  | kva                              | fa                    | -                        | -               |
| chose    | –o                   | -                  | kvo ou ko                        | fo                    | ćio                      | fio             |
| lieu     | –i                   | -                  | -                                | fi                    | ćii                      | -               |
| manière  | –e                   | -                  | kve ou ke                        | fe                    | -                        | -               |
| cause    | –ej                  | -                  | -                                | fej                   | -                        | -               |
| temps    | –an                  | kan                | kvan                             | fan                   | ćian                     | fian            |
| quantité | –om                  | kom                | -                                | -                     | -                        | -               |

### Mise sous forme de tableau
En 1887, le livre Langue Internationale, présentant le projet de langue élaborée par Zamenhof, est publié en russe. Ce livre ne contient pas de présentation des mots-simples sous la forme d’un tableau. De plus, certains mots-simples étaient absents du dictionnaire joint au livre : ĉial, ĉiel, ĉies, ĉiom, nenial, neniom, ties. C’est Léopold Einstein qui, l’année suivante, propose la présentation sous forme tabulaire. Le tableau d’Einstein n’est pas complet : il manque la série en -es, ainsi que ĉial, ĉiel, ĉiom, nenial et neniom. Il faut attendre encore deux ans, en 1890, pour que le tableau soit publié en entier, dans le livre Poŝa Lernolibro por Rusoj.

### Réformes
En 1894, Zamenhof propose une grande réforme de la langue, qui inclut notamment la suppression du système régulier des mots-simples, pour quelque chose de plus proche des autres langues.

### Ali-, nouveau préfixe ?
Plusieurs propositions ont été faites pour faire de la racine ali-, utilisée pour former des mots comme alia (« autre ») ou alie (« autrement »), un nouveau préfixe des mots-simples. Cette proposition est très critiquée et rejetée par la plupart des espérantistes. .

## Étymologie
Plusieurs langues ont des séries de mots construits selon le même format : l’anglais, le français, l’allemand, l’italien, le polonais, la latin. Toutefois, le russe et le grec sont considérés comme les langues qui ont inspiré Zamenhof dans sa création des mots-simples,,.